# 아와이촌 (오카야마현)
아와이촌(粟井村)은 오카야마현 아이다군에 있던 촌이다. 1900년 3월 31일까지 요시노군에 속했다.

## 역사
- 1889년 6월 1일 - 정촌제 시행에 수반해 요시다군 아와이촌이 발족하였다.
- 1900년 4월 1일 - 요시노군과 합병해 아이다군이 되었다.
- 1953년 9월 1일 - 도이정, 에미정, 아와이촌, 후쿠야마촌, 요시노촌과 합병해 사쿠토정이 되었다.

## 교통

### 도로
- 국도 제429호선

## 참고문헌
- 和泉橋警察署 『新旧対照市町村一覧』第2冊（東京：加藤孫次郎, 1889（明22））
- 地名編纂委員会 『角川日本地名大辞典33 岡山県』（角川学芸出版, 1989, ISBN 4040013301）